# Cryptocephalus sericeus
Espèce
Cryptocephalus sericeus est une espèce d'insectes de l'ordre des coléoptères et de la famille des chrysomélidés.

## Description
Coléoptère très métallique, de couleur verte. Confusion possible avec Cryptocephalus hypochaeridis.

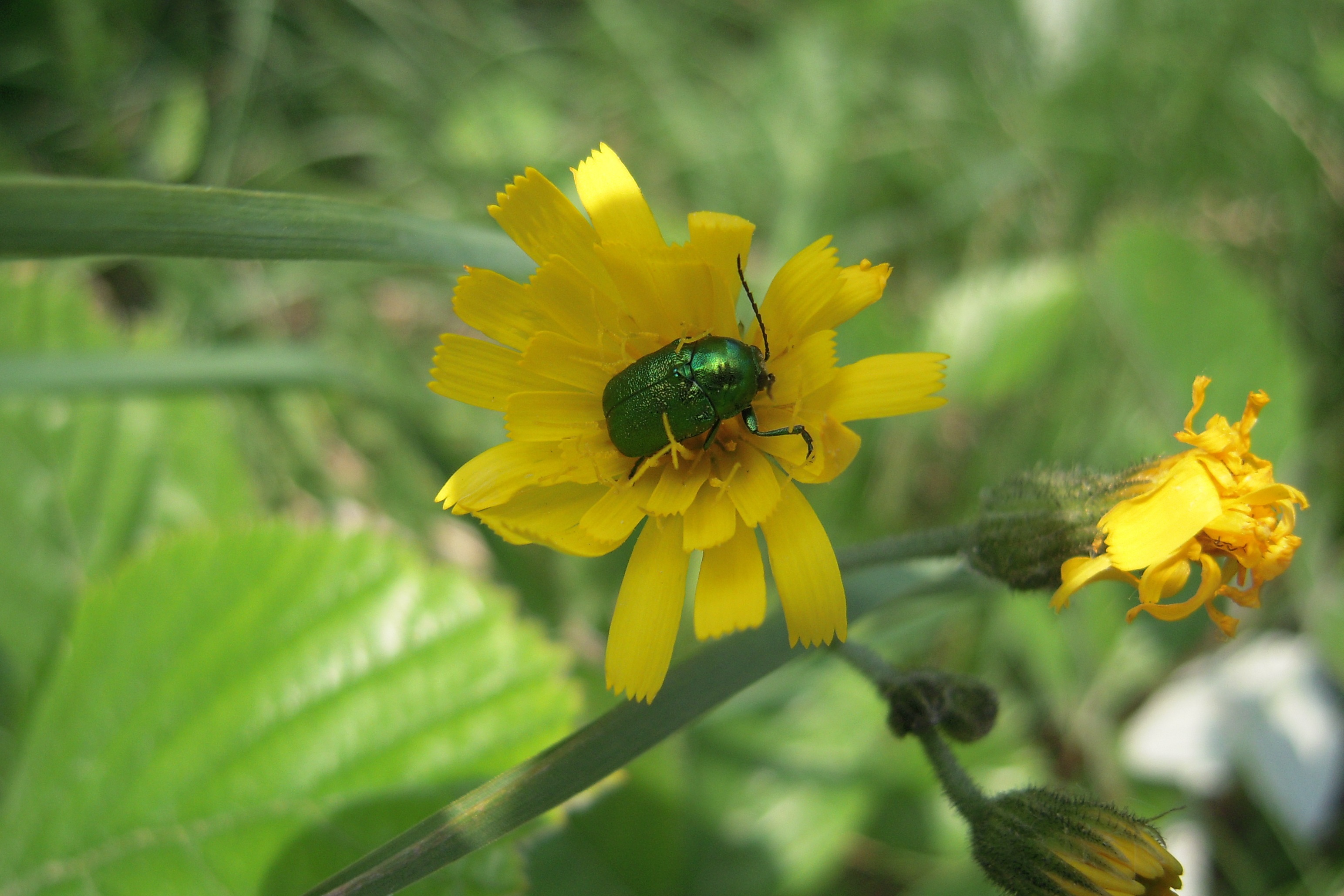
Cryptocephalus sericeus

## Habitat
Pelouses et prés. Sur les astéracées jaunes (épervières...) et apiacées (ombellifères).

## Biologie
Visible d'avril à juillet.